# Wallenhorst
Wallenhorst er en kommune med godt 22.800 indbyggere (2013), beliggende lige nord for byen Osnabrück i den centrale del af Landkreis Osnabrück, i den tyske delstat Niedersachsen. Kommunen blev dannet ved områdereformen i 1972 ved en sammenlægning af de dengang selvstændige kommuner Wallenhorst, Hollage, Rulle og Lechtingen.

## Geografi
Wallenhorst er en forstdskommune til den mod syd liggende by Osnabrück og ligger ca. 7 km fra dennes centrum. Kommunen ligger i Osnabrücker Land ved de sydlige udløbere af Wiehengebirge midt i Natur- og Geopark TERRA.vita. Øvrige nabokommuner i Niedersachsen er Bramsche mod nord, Belm mod øst og i delstaten Nordrhein-Westfalen kommunen Lotte mod vest.